# Grote Prijs Jef Scherens 1990
Il Grote Prijs Jef Scherens 1990, ventiquattresima edizione della corsa, si svolse il 23 settembre 1990 su un percorso di 170 km, con partenza e arrivo a Lovanio. Fu vinto dal belga Wilfried Peeters della Histor-Sigma davanti ai suoi connazionali Corneille Daems e Johan Devos.

## Ordine d'arrivo (Top 10)
| Pos. | Corridore               | Squadra                           | Tempo    |
| ---- | ----------------------- | --------------------------------- | -------- |
| 1    | Wilfried Peeters        | Histor-Sigma                      | 3h56'28" |
| 2    | Corneille Daems         | La William-Saltos-Fodua-Euroclean |          |
| 3    | Johan Devos             | SEFB-Saxon-Gan                    |          |
| 4    | Herman Frison           | Histor-Sigma                      |          |
| 5    | Didier Priem            | Isoglass-Garden Wood-Tonissteiner |          |
| 6    | Serge Baguet            | Lotto-Superclub                   |          |
| 7    | Fabrice Naessens        | Lotto-Superclub                   |          |
| 8    | Rudy Verdonck           | Lotto-Superclub                   |          |
| 9    | Benjamin Van Itterbeeck | Lotto-Superclub                   |          |
| 10   | Guy De Coster           | La William-Saltos-Fodua-Euroclean |          |